# Дашуковка
Дашуко́вка (укр. Дашуківка) — село в Лысянском районе Черкасской области Украины

## Общие сведения
Село Дашуковка расположено на расстоянии 13 км от районного центра пгт. Лысянка.
Площадь населенного  пункта – 178,9 га, территория Дашуковского сельского совета – 1508,7 га. 
В центре села расположены: сельский совет, общеобразовательная школа І—ІІ ступеней, 2 торговые точки, сельский Дом культуры, сельская библиотека, отделение связи, филиал сберегательного банка, детсад, фельдшерский пункт.
На территории села расположено предприятие ВАТ"Дашуківські бентоніти", Нижний склад ЛДГ, отдел а.ф. СТОВ "Злагода", конфессия АСД, Евангелистские христиане баптисты.

## История
По свидетельствам сказаний первым жителем села был Кивка, сторож пасеки, которая принадлежала Лысянскому помещику. Кивка погиб во время разбойного нападения. Грабители взяли в плен его семью, уничтожили ее, а все вокруг опустошили. Жители близлежащих сел говорили, что там, где жил Кивка, ничего не осталось, кроме его души. Отсюда и название села – Дашуковка (укр. Дашуківка – душа Кивки).
Вторая легенда гласит, что название села произошла от имени дочери одного из польских магнатов Дашки, которой был подарен хутор как приданое.
Первое упоминание о селе Дашуковка датируется 1774 годом. В том году построили церковь св. Иоанна Богослова (священник – Ф. Новицкий). В 1775 году поселение насчитывало 80 дворов. В давние времена близ населенного пункта протекала безымянная речка, которая у села Редкодуб впадала в речку Гнилой Тикич. 
В середине Х1Х столетия в селе проживало 940 православных и 40 католиков. Прихожанами местной церкви, которая в 1880 году имела 44 десятины земли, были также и жители соседнего села Чесновка. Среди прихожан церкви Иоанна Богослова в 1880 году насчитывалось 740 мужчин и 767 женщин. Вместе с этим в селе Дашуковка в том году проживало 15 лютеран и 14 евреев.
В 1864 г. в селе начинает свою историю местная трехгодичная школа, в которой был только один учитель. Так она просуществовала аж до 20 столетия.
В 1990 году в селе насчитывалось 236 дворов, 1255 жителей: 636 мужчин и 619 женщин. Поселение входило в Боярское владение Звенигородского уезда Киевской губернии. Количество земли, которая была в пользовании, составляла 1580 десятин: 894 десятины принадлежало помещикам, 44 десятины — церковнослужителям, 642 десятины — селянам.
Село было собственностью графини Софии Ксаверьевной Потоцкой  (1790—1879). Позже село перешло во владение ее сына Адама Юзефа Потоцкого (1822—1872)
Хозяйство в имении вел орендатор Казимир Костко. На рубеже ХIХ и XX столетий были построены: новая православная церковь, школа, 5 ветряных мельниц, сельский банк, в котором на 1 января 1900 года на счету было 240 рублей наличными и 2883 руб. 80 коп. в кредите.
Жители села были активными участниками революционных событий 1905, 1917 годов. В 1917 году селяне розгромили экономию, разобрали инвентарь и поделили землю. В селе была установлена советская власть, создан ревком, который возглавил Цуп П. В 1922 году был создан сельский совет, председателем которого стал Д.П. Дембицкий. В 1988 году было построено новое помещение административного здания площадью 236,4 кв.м, в котором на данный момент расположен сельский совет и ФП.
За годы советской власти в социально-экономической жизни села произошло много изменений. В 1930 году прекратила свою деятельность церковь св. Иоанна Богослова, четыре жителя села Дашуковка были репрессированы.
В годы Голодомора 1932—1933; 1947 годов в селе от голода умерли 327 человек.
В 1935 году в селе была организована партийная организация, а комсомольская организация удвоила свою численность. Много комсомольцев пошли учиться.

## Достопримечательности
На территории села есть Братская могила, в которой захоронено 83 героя-победителя. Памятный знак герою Советского Союза старшему лейтенанту Разенкову Гавриилу Степановичу, который погиб во время освобождения села от немецких захватчиков в 1944 году.